# Сапунгорська вулиця
Сапунгорська вулиця (крим. Sapunhorska soqaq) — вулиця в Балаклавському районах Севастополя, між 3-м відділенням Золотої Балки та Ялтинським кільцем; примикає до останнього. Практично є продовженням Балаклавського шосе.
Свою назву отримала 6 вересня 1958 року від височини Сапун-Гора.